# Bến Thủ
Bến Thủ là một huyện cũ thuộc tỉnh Long An, Việt Nam.

## Địa lý
Huyện Bến Thủ có vị trí địa lý:
- Phía đông giáp Thành phố Hồ Chí Minh và huyện Cần Giuộc
- Phía tây giáp huyện Tân Thạnh và tỉnh Tiền Giang
- Phía nam thị xã Tân An và các huyện Cần Đước, Vàm Cỏ
- Phía bắc giáp các huyện Đức Hòa và Đức Huệ.

## Hành chính
Huyện Bến Thủ có 26 đơn vị hành chính cấp xã trực thuộc, bao gồm 2 thị trấn: Bến Lức (huyện lỵ), Thủ Thừa và 24 xã: An Thạnh, Bình An, Bình Đức, Bình Thạnh, Long Hiệp, Long Thạnh, Long Thuận, Lương Bình, Lương Hòa, Mỹ An, Mỹ Lạc, Mỹ Phú, Mỹ Thạnh, Mỹ Yên, Nhị Thành, Nhựt Chánh, Phước Lợi, Tân Bửu, Tân Hòa, Tân Thành, Thanh Phú, Thạnh Đức, Thạnh Hòa, Thạnh Lợi.

## Lịch sử
Ngày 11 tháng 3 năm 1977, Hội đồng Chính phủ ban hành Quyết định số 54-CP về việc thành lập huyện Bến Thủ trên cơ sở hợp nhất huyện Bến Lức và huyện Thủ Thừa.
Huyện Bến Thủ có 18 xã: An Thạnh, Bình Đức, Bình Phong Thạnh, Hướng Thọ Phú, Khánh Hậu, Lợi Bình Nhơn, Long Hiệp, Long Ngãi Thuận, Long Phú, Lương Hòa, Mỹ An Phú, Mỹ Lạc Thạnh, Mỹ Yên, Nhị Thành, Nhứt Chánh, Phước Lợi, Tân Thanh, Thành Lợi.
Ngày 24 tháng 3 năm 1979, Hội đồng Chính phủ ban hành Quyết định số 128-CP về việc:
- Giải thể hai xã Tân Thanh và Long Phú thành để thành lập thị trấn Bến Lức (thị trấn huyện lỵ huyện Bến Thủ) và 2 xã: Thanh Phú, Tân Bửu.
- Thành lập thị trấn Thủ Thừa trên cơ sở tách một phần diện tích, dân số của hai xã Bình Phong Thạnh và Nhị Thành.

Ngày 15 tháng 9 năm 1981, Hội đồng Bộ trưởng ban hành Quyết định số 71-HĐBT về việc chia xã Nhị Thành thành xã Nhị Thành và xã Tân Thành.
Huyện Bến Thủ có 2 thị trấn: Bến Lức (huyện lỵ), Thủ Thừa và 19 xã: An Thạnh, Bình Đức, Bình Phong Thạnh, Hướng Thọ Phú, Khánh Hậu, Lợi Bình Nhơn, Long Hiệp, Long Ngãi Thuận, Lương Hòa, Mỹ An Phú, Mỹ Lạc Thạnh, Mỹ Yên, Nhị Thành, Nhứt Chánh, Phước Lợi, Tân Bửu, Tân Thành, Thành Lợi, Thanh Phú.
Ngày 14 tháng 1 năm 1983, Hội đồng Bộ trưởng ban hành Quyết định số 05-HĐBT về việc:
- Chia xã Lương Hòa thành 2 xã: Lương Hòa và Lương Bình.
- Chia xã Thạnh Lợi thành 2 xã: Thạnh Lợi và Thạnh Hòa.
- Chia xã Long Ngãi Thuận thành 2 xã: Long Thuận và Long Thạnh.
- Chia xã Mỹ An Phú thành 2 xã: Mỹ An và Mỹ Phú.
- Chia xã Mỹ Lạc Thạnh thành 2 xã: Mỹ Lạc và Mỹ Thạnh.
- Chia xã Bình Phong Thạnh thành 2 xã: Bình Thạnh và Bình An.
- Chia xã Bình Đức thành 2 xã: Bình Đức và Thạnh Đức.
- Chuyển 3 xã: Hướng Thọ Phú, Khánh Hậu và Lợi Bình Nhơn về thị xã Tân An quản lý.
- Chia huyện Bến Thủ thành 2 huyện: Bến Lức và Thủ Thừa.
  - Huyện Bến Lức có thị trấn Bến Lức và 13 xã: An Thạnh, Bình Đức, Long Hiệp, Lương Bình, Lương Hòa, Mỹ Yên, Nhựt Chánh, Phước Lợi, Tân Bửu, Tân Hòa, Thanh Phú, Thạnh Đức, Thạnh Hòa, Thạnh Lợi.
  - Huyện Thủ Thừa có thị trấn Thủ Thừa và 10 xã: Bình An, Bình Thạnh, Long Thạnh, Long Thuận, Mỹ An, Mỹ Lạc, Mỹ Phú, Mỹ Thạnh, Nhị Thành, Tân Thành.